# 최철우
최철우(崔喆宇, 1977년 11월 30일 ~ )는 대한민국의 전직 축구 선수이자 현 축구 지도자로 현역 시절 울산 HD, 포항 스틸러스, 제주 유나이티드, 부산 아이파크, 울산 현대미포조선 돌고래, 라이언 시티 세일러스 등에서 공격수로 활동했고 이 중 가장 오랫동안 몸 담았던 팀은 제주 유나이티드로 3시즌 동안 활동했으며 2024년 이기형 감독이 퇴진한 K리그2 성남 FC 감독대행을 거쳐 감독으로 선임되었다가 약 1개월 만에 건강상 이유로 사임했다.

## 클럽 경력
2000년 K리그 드래프트에서 전체 1순위 3번으로 울산에 입단했다. 데뷔 첫 해 12경기 5골의 성적을 기록했다. 하지만 2001년 김정남 감독이 부임하면서 주전 자리에서 밀렸다. 2001시즌에는 8경기 0골에 그쳤다.
2002년, 포항에 입단했다. 포항에서 두 시즌 동안 48경기 8골 2도움으로 꾸준한 출장을 기록했다.
2004년, 부천 SK에 입단했다. 이적 첫 해에는 십자인대가 끊어지는 부상을 당하며 5경기 밖에 출전하지 못했다. 2005시즌에는 25경기 6골을 기록하며 부활했다.
2007시즌을 앞두고 실전에 바로 투입할 수 있는 대형 공격수의 보강을 위한 전북의 판단 아래 시즌 뒤 변재섭과 함께 전재운 추운기 조진수와 트레이드 되면서 전북에 입단했다. 하지만 제칼로 스테보 등 외국인 공격수들과의 주전 경쟁에서 밀린 데다 시즌 막판 부상을 당하여 1골에 머물렀다.
2008시즌을 앞두고 최광희와 함께 김용희와의 트레이드되면서 부산으로 이적했다. 입단 초반 손바닥 부상 뿐 아니라 무릎 부상까지 당해 계속 재활을 하였다. 2008년 5월 24일에 치러진 경남 FC와의 경기에 교체투입되어 오랜만에 복귀했으나 1분 만에 볼 경합 도중 허리와 무릎을 크게 다쳐 3분 만에 부상으로 재교체되어 남은 시즌을 마감했다.
2009시즌을 앞두고 내서널리그 울산미포조선으로 팀을 옮겼다.
2010시즌을 앞두고 싱가포르의 홈 유나이티드에 입단했다.

## 지도자 경력
2012년, 대동정산고등학교의 코치로 부임하면서 지도자 커리어를 시작했다.
2014년, 대한민국 U-17 축구 국가대표팀의 코치로 부임했다. 2019년에는 수석코치로 승진했다.
2020시즌을 앞두고 전남 드래곤즈의 수석코치로 부임했다.
2022시즌을 앞두고 서울 이랜드의 수석코치로 부임했다.